# Rivas-Vaciamadrid
Rivas-Vaciamadrid est une ville espagnole, située dans la communauté de Madrid. Elle appartient à l'aire métropolitaine de Madrid.
Bordée par le Jarama et le Manzanares, la ville se situe entre Madrid et Arganda del Rey. Son territoire se situe à 70 % dans un parc naturel régional. Elle est desservie par la ligne 9 du métro de Madrid depuis 1999.
Elle naît au milieu du XIXe siècle de la fusion de deux villages. Au cours de la guerre d'Espagne, elle est totalement dévastée. La bataille du Jarama se déroule à proximité. Elle ne sera reconstruite qu'à la fin des années 1950 par l'État. À partir de 1982, elle connaît une explosion démographique, sa population passant de 700 habitants à près de 100 000 en quarante ans.
Politiquement, Rivas-Vaciamadrid appartient à la banlieue rouge de Madrid, constituant le principal fief d'Izquierda Unida (IU) dans la région.

## Géographie
Rivas-Vaciamadrid est située à 590 mètres d'altitude et voisine des communes de Madrid et Arganda del Rey.
La plus grande ville à proximité de Rivas-Vaciamadrid est celle de Madrid, située au nord de la commune à 17 km. Le Jarama et le Manzanares sont les principaux cours d'eau qui bordent le territoire communal.
Le territoire de la ville se situe à 70 % au sein du parc naturel régional des alentours du cours inférieur du Jarama et du Manzanares, plus connu sous le nom de « parc naturel régional du sud-est ».

### Communes limitrophes
| Madrid | San Fernando de Henares | Mejorada del Campo     |
| Madrid | Rivas-Vaciamadrid       | Velilla de San Antonio |
| Getafe | San Martín de la Vega   | Arganda del Rey        |

### Transports
Rivas-Vaciamadrid est desservie par la ligne 9 du métro de Madrid, avec trois stations : 
- Rivas Urbanizaciones
- Rivas Futura
- Rivas Vaciamadrid.

Entre les deux premières, une quatrième station, Rivas – José Saramago, est envisagée à partir de 2004 par le plan local d'urbanisme (PGOU) de la commune. En 2023, le département des Transports de la communauté de Madrid indique que rien ne justifie de la construire.

## Toponymie
Le nom de Rivas-Vaciamadrid est issu des noms des deux communes l'ayant formée : 
- Rivas del Jarama, d'après le capitaine Guillermo Rivas, colonisateur chrétien du secteur au XIe siècle et de la rivière Jarama ;
- Vaciamadrid, qui serait issu de l'arabe Manzil Mayrit ou Haçalmadrit, qui signifie « arrêt de Madrid ».

## Histoire
Rivas-Vaciamadrid est issue de la fusion, en 1845, des villages de Rivas del Jarama et Vaciamadrid.
Entre 1937 et 1939, l'un des fronts de la Guerre civile se stabilise au niveau de la ville, à proximité de laquelle se déroule la bataille du Jarama. Dévastée par les combats, la commune sera reconstruite — avec l'aménagement d'un centre-bourg — par l'État espagnol de 1954 à 1959,.
À partir de 1982, Rivas-Vaciamadrid connaît une explosion démographique : elle passe de 641 habitants cette année-là à 15 851 en 1992, puis 35 660 en 2002, 75 444 en 2012, et enfin 96 690 en 2022, soit une augmentation de 15 000 % en quarante ans. Cette très importante augmentation de population s'explique par l'arrivée massive de familles, attirées par la réalisation de très nombreux lotissements de maisons individuelles avec jardin et d'opérations d'habitats collectifs dotées d'espaces verts, combinée au faible coût du logement, à la proximité avec Madrid et au développement d'activités économiques au-delà du secteur agricole,,,.
La prolongation de la ligne 9 du métro de Madrid, qui permet de connecter Rivas-Vaciamadrid au réseau métropolitain de la capitale espagnole, est inaugurée le 7 avril 1999. La station Rivas Futura ouvre neuf ans plus tard.

## Politique et administration

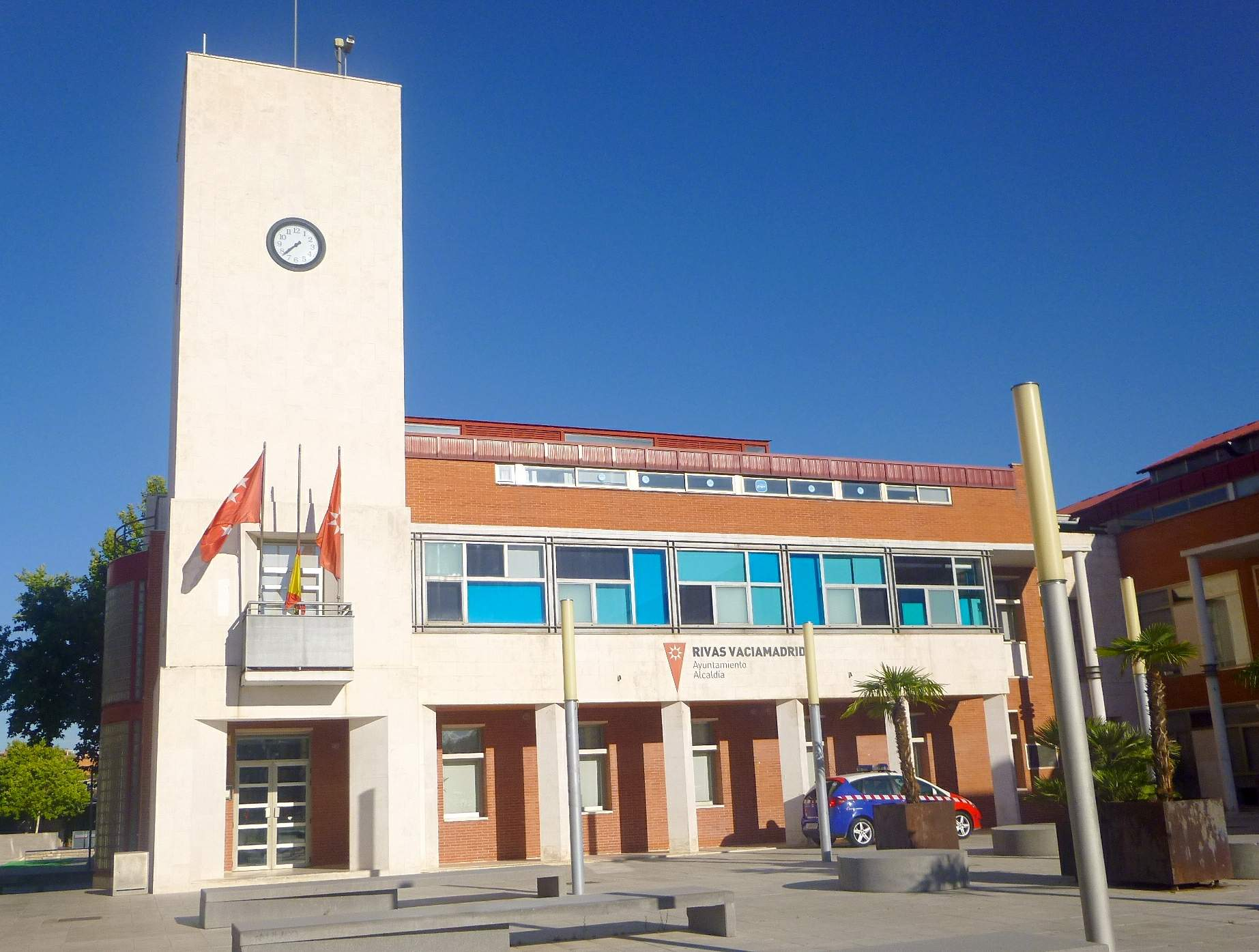
L'hôtel de ville de Rivas-Vaciamadrid, sur la place de la Constitution.

### Rattachements administratifs et électoraux
Rivas-Vaciamadrid appartient à la mancomunidad del Este et à la communauté de Madrid.
Elle relève de la circonscription de Madrid pour les élections aux Cortes Generales et à l'Assemblée de Madrid.
Elle dépend du district judiciaire d'Arganda del Rey.

### Tendances politiques
Rivas-Vaciamadrid fait partie de la banlieue rouge de Madrid, qui concentre 25 % de la population de la communauté autonome et vote traditionnellement pour les partis de gauche. Lors des élections municipales de 2023, le Parti populaire (PP) arrive en tête, marquant la première victoire d'un parti de droite depuis 1979, mais la gauche reste majoritaire au conseil municipal.
La ville constitue le principal fief d'Izquierda Unida (IU) dans la région.

### Conseil municipal
Lors des élections municipales du 28 mai 2023, la ville de Rivas-Vaciamadrid comptait 96 690 habitants. Son conseil municipal (Pleno del Ayuntamiento) se compose donc de 25 élus.
| Parti | Parti        | 1979 | 1983 | 1987 | 1991 | 1995 | 1999 | 2003 | 2007 | 2011 | 2015 | 2019 | 2023 |
| ----- | ------------ | ---- | ---- | ---- | ---- | ---- | ---- | ---- | ---- | ---- | ---- | ---- | ---- |
|       | Indépendants | 5    | 5    | 4    | 1    |      |      |      |      |      |      |      |      |
|       | CdR          |      |      |      |      |      |      |      | 1    | 1    |      |      |      |
|       | Cs           |      |      |      |      |      |      |      |      |      | 4    | 5    |      |
|       | PCE          | 1    |      |      |      |      |      |      |      |      |      |      |      |
|       | IU           |      |      | 4    | 7    | 6    | 8    | 9    | 12   | 13   | 7    | 7    | 9    |
|       | Verdes       |      |      |      | 1    |      |      |      |      |      |      |      |      |
|       | PP           |      |      |      | 2    | 6    | 7    | 6    | 6    | 7    | 4    | 2    | 9    |
|       | PSOE         | 1    | 2    | 5    | 6    | 5    | 6    | 6    | 6    | 4    | 4    | 7    | 5    |
|       | Podemos      |      |      |      |      |      |      |      |      |      |      | 2    |      |
|       | Rivas Puede  |      |      |      |      |      |      |      |      |      | 6    |      |      |
|       | Vox          |      |      |      |      |      |      |      |      |      |      | 2    | 2    |
| Total | Total        | 7    | 7    | 13   | 17   | 17   | 21   | 21   | 25   | 25   | 25   | 25   | 25   |

### Liste des maires
| Mandature | Maire | Maire                                                                              | Parti       |
| --------- | ----- | ---------------------------------------------------------------------------------- | ----------- |
| 1979-1983 |       | Antonio Martínez Vera                                                              | Indépendant |
| 1983-1987 |       | Antonio Martínez Vera                                                              | Indépendant |
| 1987-1991 |       | Francisco de Pablo                                                                 | PSOE        |
| 1991-1995 |       | Eduardo Díaz Montes Candela Cajas Martín (05/1992) Antonio Serrano Pérez (08/1992) | IU          |
| 1995-1999 |       | Fausto Fernández Díaz (es)                                                         | IU          |
| 1999-2003 |       | Fausto Fernández Díaz (es)                                                         | IU          |
| 2003-2007 |       | José Masa (es)                                                                     | IU          |
| 2007-2011 |       | José Masa (es)                                                                     | IU          |
| 2011-2015 |       | José Masa (es) Pedro del Cura (es) (2014)                                          | IU          |
| 2015-2019 |       | Pedro del Cura (es)                                                                | IU          |
| 2019-2023 |       | Pedro del Cura (es) Aída Castillejo (2022)                                         | IU          |
| 2023-2027 |       | Aída Castillejo                                                                    | IU          |

## Démographie
| 1900 | 1910 | 1920 | 1930 | 1940 | 1950 | 1960  | 1970  | 1981 |
| ---- | ---- | ---- | ---- | ---- | ---- | ----- | ----- | ---- |
| 445  | 318  | 785  | 777  | 889  | 903  | 1 207 | 1 007 | 652  |

| 1986  | 1991   | 1996   | 2001   | 2006   | 2011   | 2016   | 2021   | - |
| ----- | ------ | ------ | ------ | ------ | ------ | ------ | ------ | - |
| 5 972 | 14 863 | 22 621 | 32 228 | 53 459 | 72 896 | 82 715 | 92 925 | - |

## Environnement
Rivas-Vaciamadrid accueille, l'hiver, de 3 000 à 4 000 cigognes, soit l’une des trois principales populations hivernant dans la région. La commune se trouve sur un axe de migration parcouru en saison par 30 000 à 45 000 cigognes. La commune héberge également une centaine de couples nicheurs.

## Lieux et monuments
- L'ancien hôtel de ville : situé dans le centre-bourg historique, il accueille encore les réunions du conseil municipal et les bureaux de deux délégations exécutives[22],[23].
- Le centre commercial H2O : ouvert en 2007[24], il est le plus important centre commercial du sud-est de Madrid[25].
- Le château de Ribas de Jarama : quelques restes témoignent de la présence d'une forteresse, probablement construite au VIIIe siècle[26].
- La Spirale (La Espiral) : installée à l'ouest de Rivas-Vaciamadrid au croisement de l'avenida de Covibar, de l'avenida de los Almendros et de la calle del Electrodo, elle a été installée en 2006 et symbolise un prisme en lapis specularis, en référence à la composition du sous-sol de la ville[27].
- Tranchées de la Guerre civile : restes de trois kilomètres de fortifications enterrées du camp républicain et des Brigades internationales[28].

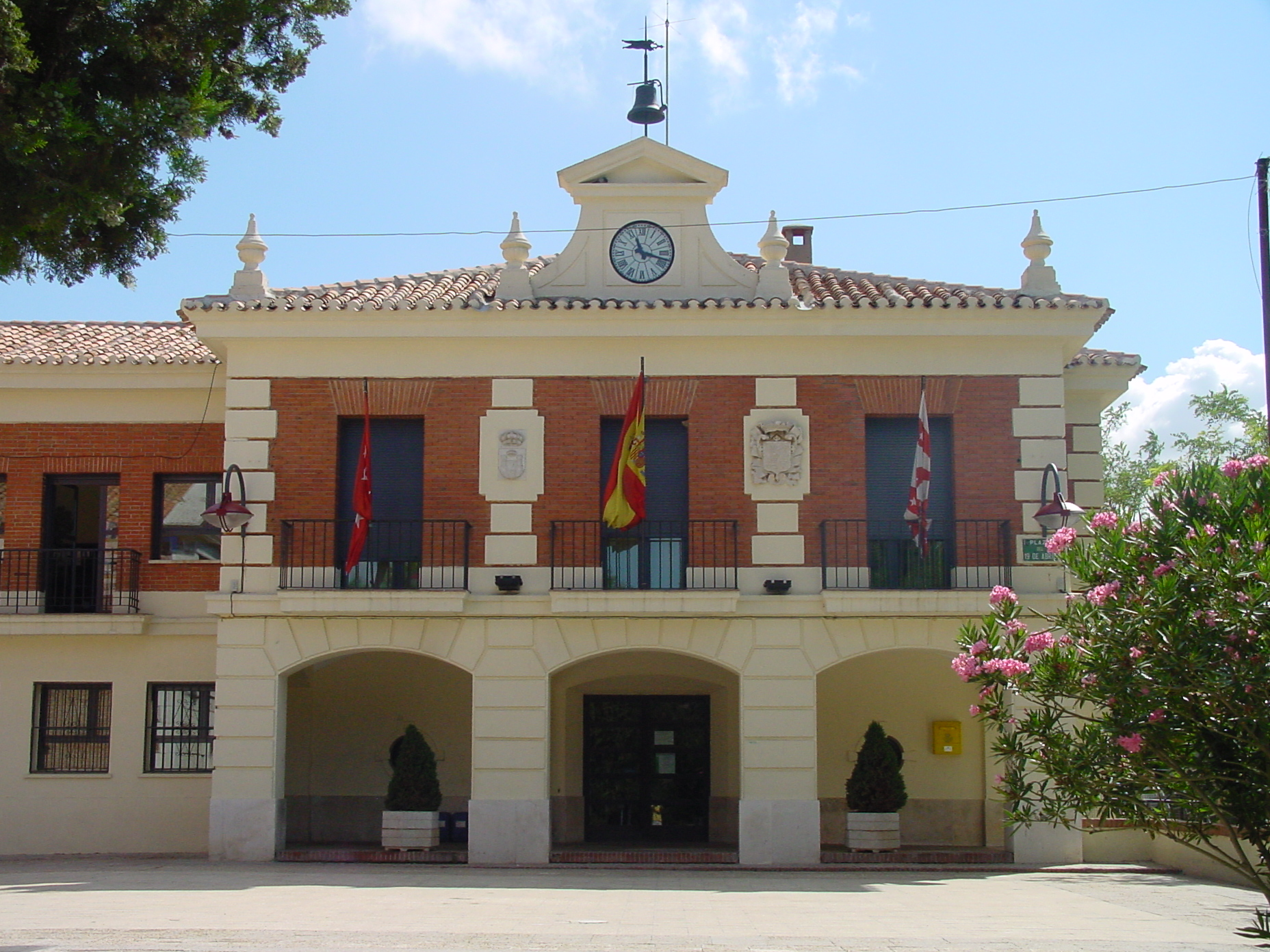
Ancien hôtel de ville.
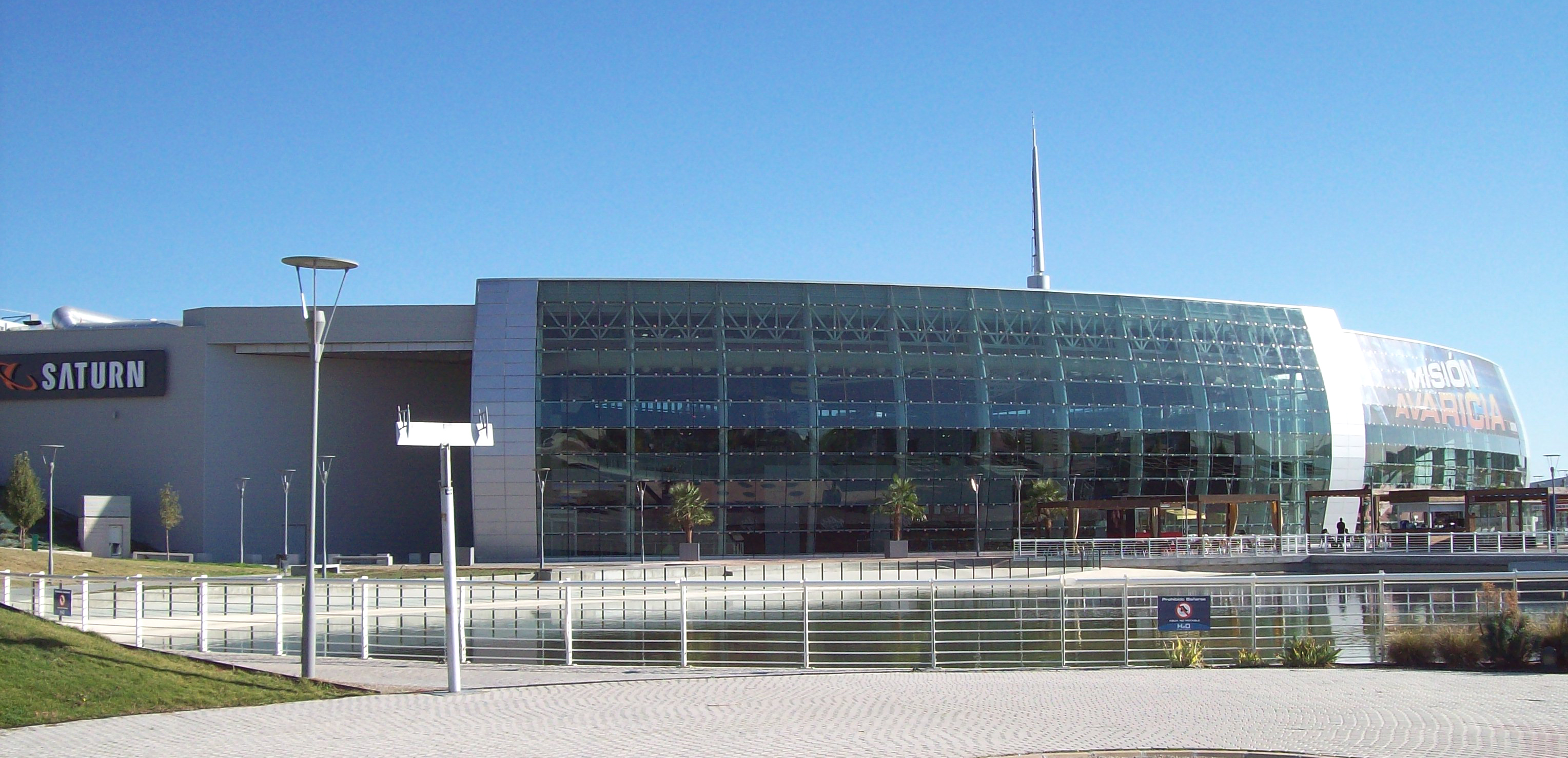
Centre commercial H2O.
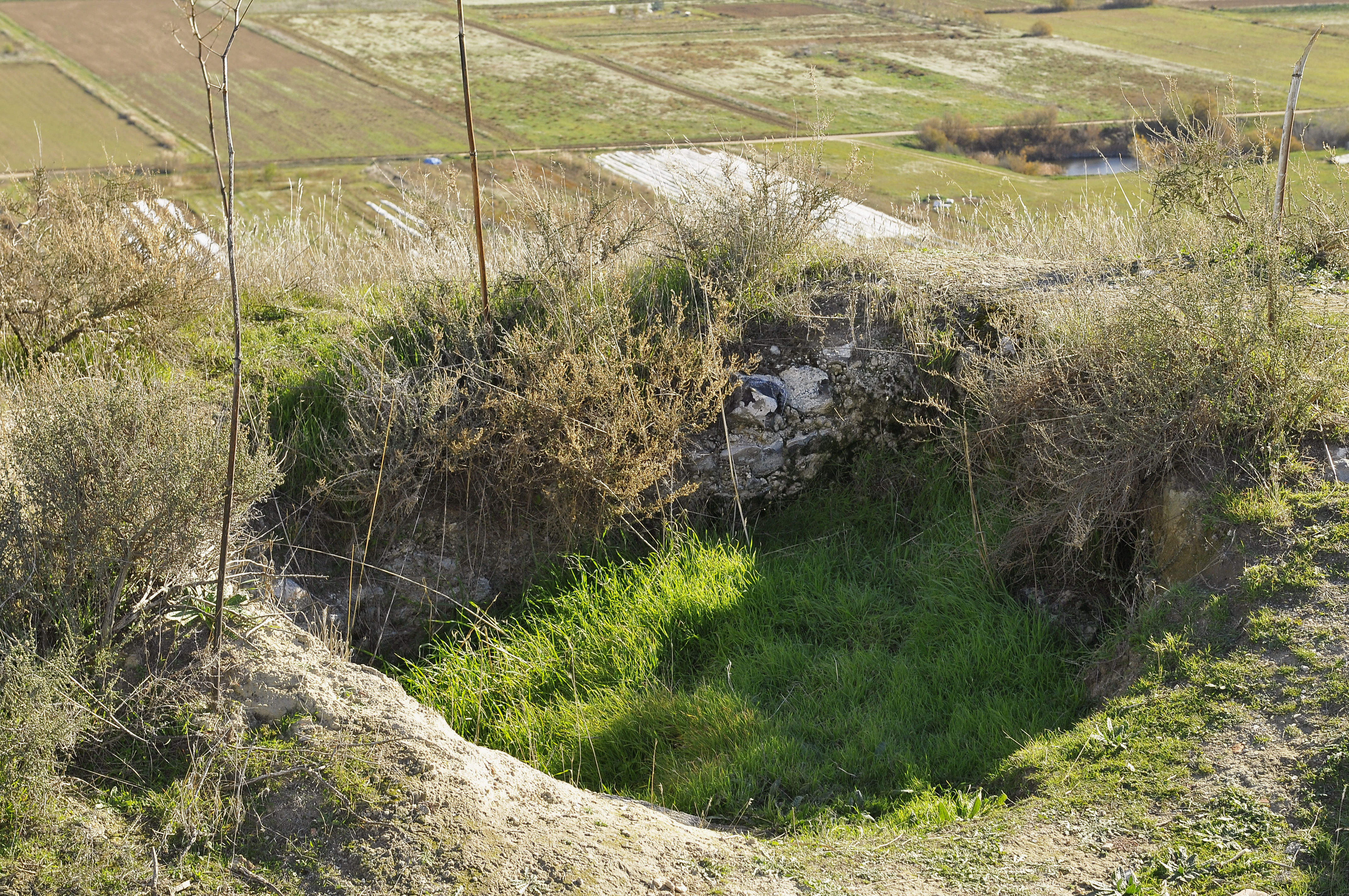
Ruines du château de Ribas.
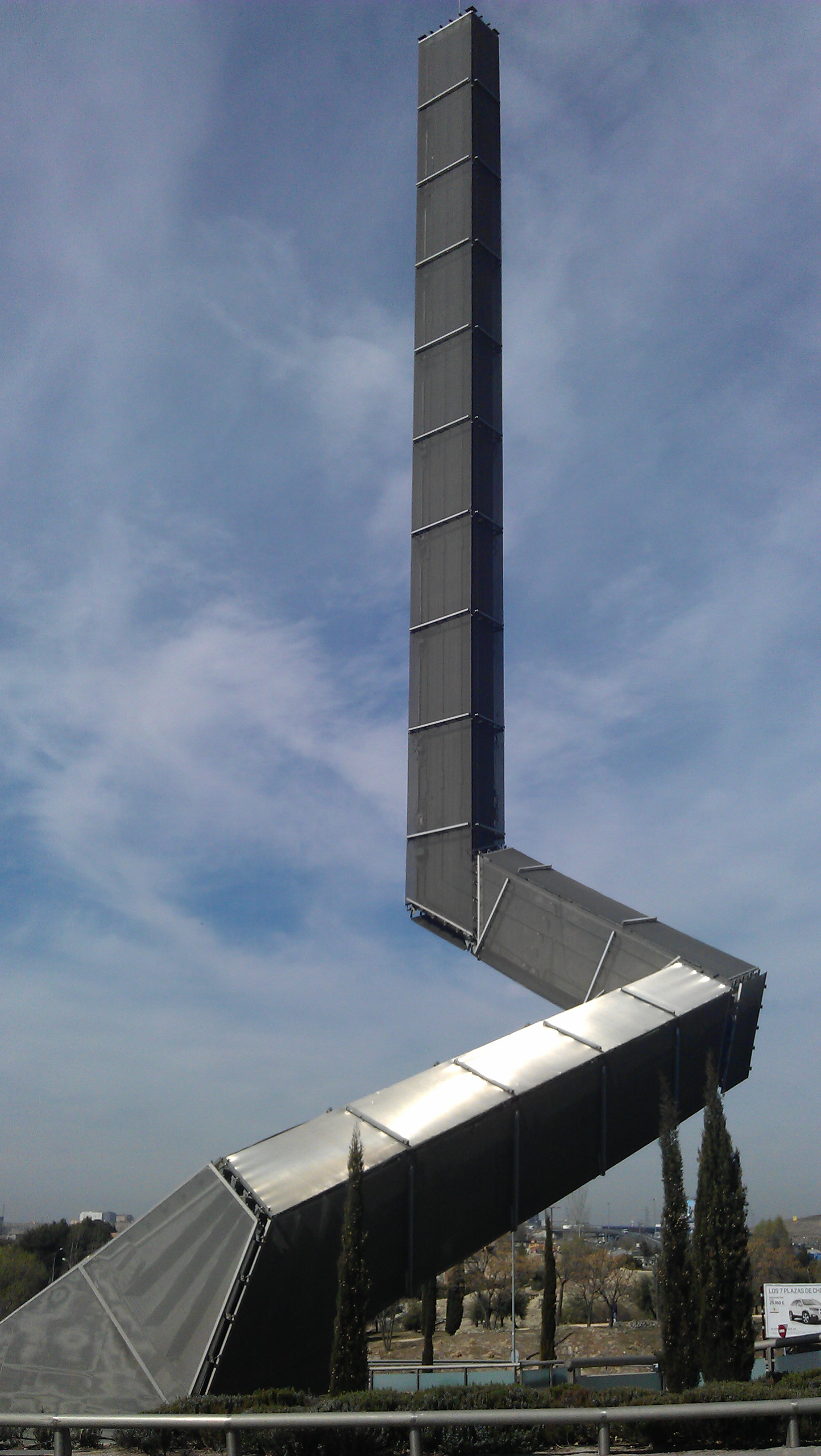
La Spirale.
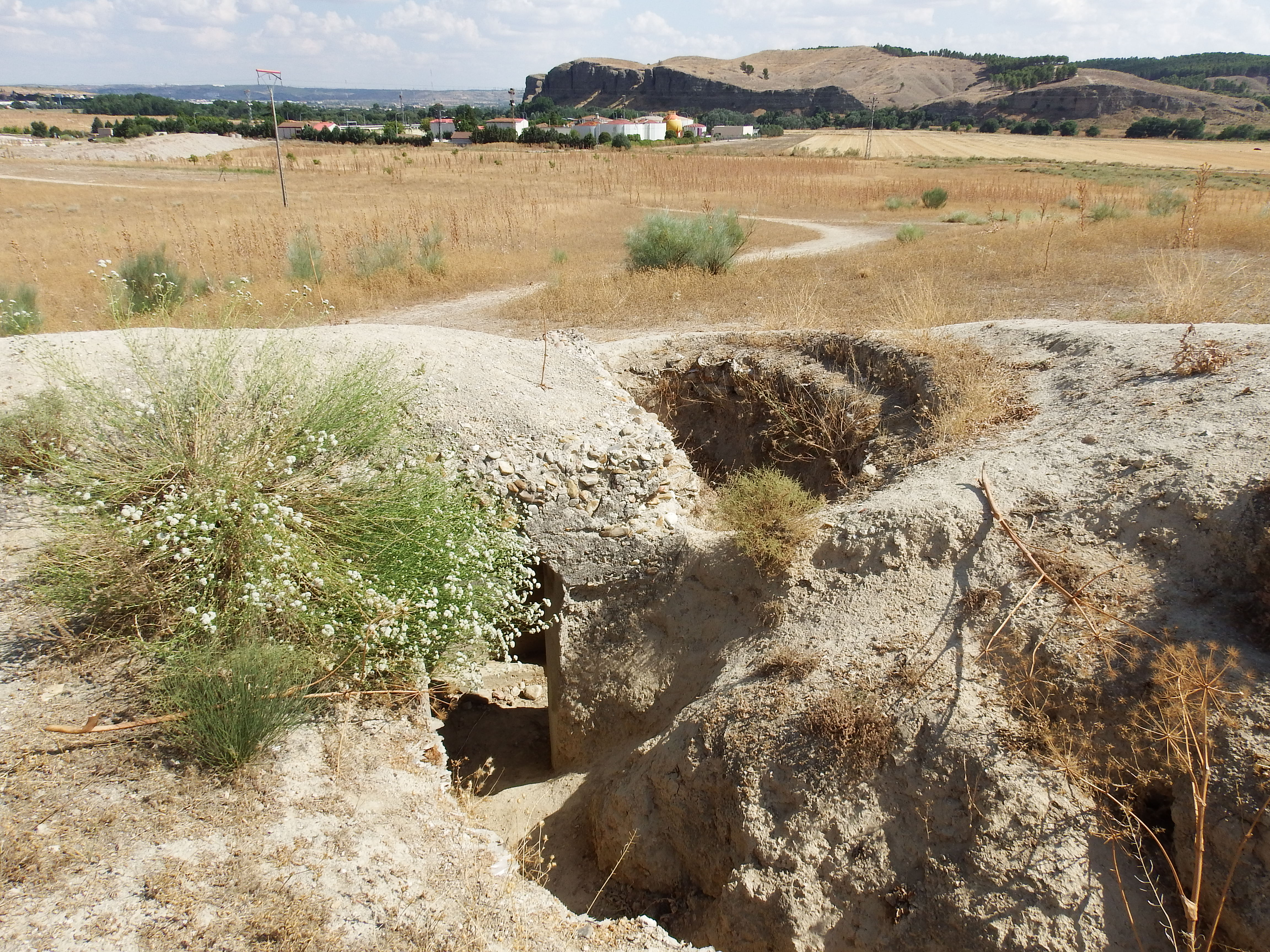
Tranchées de la Guerre civile.

## Personnalités liées à la commune
- Marcial Lalanda (1903-1990), matador né à Rivas-Vaciamadrid ;
- Sira Rego (1973-), femme politique, adjointe au maire de Rivas-Vaciamadrid entre 2015 et 2019 ;
- Tania Sánchez (1979-), femme politique, conseillère municipale de Rivas-Vaciamadrid entre 2007 et 2011.